# 시르바니 무라도프
시르바니 가지쿠르바노비치 무라도프(러시아어: Ширвани Гаджикурбанович Мурадов, 1985년 9월 13일~)는 러시아의 레슬링 선수이다. 2008년 하계 올림픽 자유형 헤비급 금메달을 획득했다.